# Laura Cerón
Laura Cerón (* 28. September 1964 in Mexiko-Stadt) ist eine US-amerikanisch-mexikanische Schauspielerin.

## Leben
Cerón wurde 1964 in Mexiko-Stadt, der Hauptstadt von Mexiko, geboren. Sie wuchs anschließend in Elgin, einem Vorort von Chicago, im US-amerikanischen Bundesstaat Illinois auf.
Nachdem sie mehrere Jahre lang ein Mitglied der Theatergruppe The Latino Chicago Theater Company gewesen war und in mehreren Folgen der in Chicago gedrehten Fernsehserie Missing Persons mitgespielt hatte, zog Cerón nach Los Angeles. Hier übernahm sie in der Serie Emergency Room – Die Notaufnahme die Rolle der Krankenschwester Chuny Marquez, die sie in allen 15 Staffeln verkörperte. Parallel zu diesem Engagement und danach übernahm sie einige Nebenrollen in verschiedenen Filmen und einzelnen Episoden von Serien. In der Serie Shameless spielte sie eine wiederkehrende Rolle.

## Filmografie (Auswahl)
- 1993–1994: Missing Persons (3 Episoden)
- 1995: Die andere Mutter
- 2001: Ein Hauch von Himmel (1 Episode)
- 2003: Für alle Fälle Amy (1 Episode)
- 2004: Strong Medicine: Zwei Ärztinnen wie Feuer und Eis (1 Episode)
- 2008: The Unit – Eine Frage der Ehre (1 Episode)
- 1995–2009: Emergency Room – Die Notaufnahme (219 Episoden)
- 2009: Girls United – Gib Alles!
- 2009: CSI: Miami (1 Episode)
- 2010: Saving Grace (1 Episode)
- 2014: Major Crimes (1 Episode)
- 2016–2018: Shameless (6 Episoden)
- 2018: The Big Bang Theory (1 Episode)
- 2019: Into the Dark (1 Episode)
- 2020: Station 19, auch Seattle Firefighters – Die jungen Helden (3 Episoden)